# Ètuns

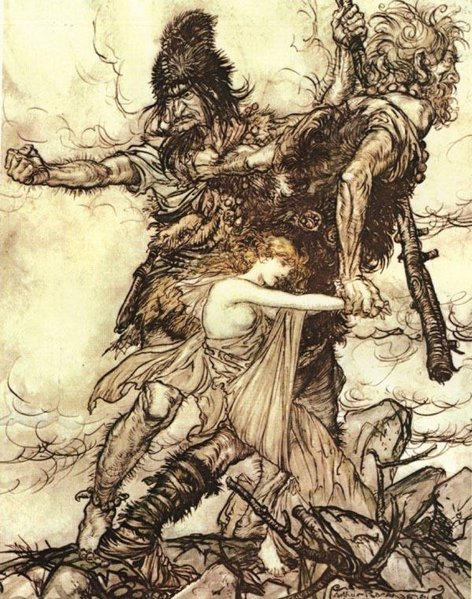
Els ètuns arrosseguen Freia.
Il·lustració d'Arthur Rackham.

En la mitologia escandinava, els ètuns o iòtuns (en norrè, jǫtunn; plural jǫtnar) són una raça mitològica de força sobrehumana que s'oposen als déus, encara que sovint s'uneixen en matrimoni i creen déus mestissos tant dels ansos com dels vanis. El seu baluard és Utgard i es troba al Iotunheim, un dels nou mons de la cosmologia escandinava, separat del Midgard, el món dels homes, per altes muntanyes i boscúries espesses. Quan es troben fora del seu món, tenen preferència per habitar coves i llocs foscos.
En antic nòrdic rebien el nom de jǫtnar (sing. jǫtunn), o risar (sing. risi) o bergirsar, o þursar (sing. þurs) o hrímþursar. Les gegantes, a més a més, també rebien el nom de gýgr. Thurisaz és el nom de la runa que evolucionà en la lletra Þ, i és la runa associada als gegants.

## Els gegants en la mitologia escandinava

### Orígens
El primer ésser viu format en el caos primigeni del Ginnungagap fou un gegant de mida monumental, anomenat Imi. Quan s'adormí, un fill i una filla gegants sorgiren de les seves aixelles, els seus peus copularen i d'ells en nasquí un monstre de sis caps. Teòricament, d'aquests tres éssers en sorgí la raça dels hrímþursar o gegants del gel, la qual habita el Niflheim, el món de boira i gebre. En canvi, els déus tenen el seu origen en Buri. Quan el gegant Imi va ser assassinat pels nets de Buri, Odin, Vili i Ve, la seva sang, és a dir, l'aigua, inundà el Niflheim i ofegà tots els gegants menys Berguelmi i la seva esposa, els quals se salvaren pujant a un arbre, i d'ells en sorgí la raça dels ètuns.

### Característiques dels gegants

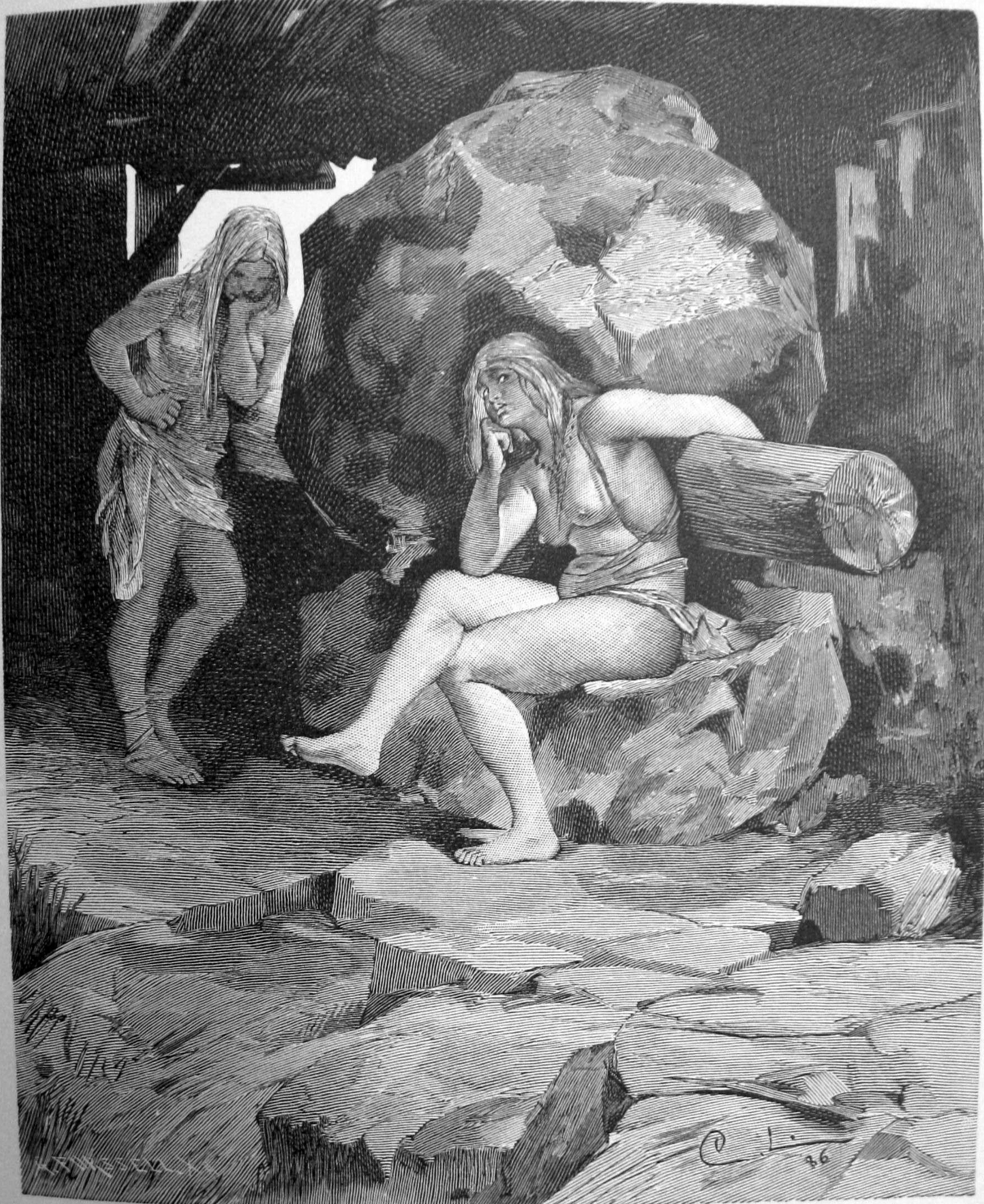
Les gegantes Fenja i Menja de la Grottasöngr.

Els gegants representen les forces del caos primitiu i de la natura salvatge i destructiva. Les seves derrotes, causades pels déus, representen el triomf de la cultura sobre la natura, no obstant el cost que representa mantenir una vigilància permanent. Heimdal vigila el Bifrost permanentment per evitar atacs a Asgard des de Iotunheim i Tor va sovint al món dels gegants per matar-ne tants com pot.
Com a col·lectiu, als gegants se'ls atribueix sovint un aspecte terrible com ara urpes, ullals, pell completament negra i trets deformats, a part de la seva mida enorme. Alguns fins i tot tenen diversos caps i una forma no humanoide, com són Iormungand o Fenri, dos dels fills de Loki, que són gegants tot i tenir forma de serp i de llop respectivament. A més de ser lletjos, els gegants tenen una intel·ligència molt limitada i, de fet, a les Eddes sovint es compara el seu humor amb el dels nens.
No obstant això, quan els gegants són descrits amb més cura, sovint prenen característiques completament contradictòries. O bé són increïblement vells o bé posseeixen els coneixements d'altres eres. De fet, Odin, per adquirir el seu coneixement del cosmos, visita els gegants Mimir i Vafþrúðnir. Moltes de les esposes dels déus són gegantes. Niord es casa amb la geganta Skadi, Gerd esdevé la consort de Frey, Odin aconsegueix enamorar a Gunnlod i fins i tot Tor, que s'encarrega de matar-los, s'enamora de Jarnsaxa, la mare de Magni. Quan apareixen com a tals, els gegants són considerats déus menors. El mateix es pot dir del gegant Egui, més unit amb els déus que no pas amb els gegants. Cap d'aquests gegants relacionats amb els déus tem la llum i les seves cases són tan confortables com les divines.

### El Ragnaroc i els gegants del foc
Un tipus diferent de gegants són els gegants de foc, els quals habiten Muspelheim, el món de calor i foc, governat pel gegant Surt i la seva reina Sinmore. Fornjót, l'encarnació del foc, n'és un dels més significatius. El rol principal dels gegants del foc a la mitologia escandinava és causar la destrucció del món cremant l'Ígdrasil al final del Ragnaroc, quan les forces del Iotunheim i del Helheim ataquin els déus i aconsegueixin matar-los a pràcticament tots. Una creença probablement resultant de la influència de l'escatologia cristiana, diu que un nou món emergirà després del Ragnaroc en el qual no hi haurà gegants.

## Els gegants en el folklore escandinau
Actualment, els gegants reben el nom de trols a Escandinàvia. No poden suportar el toc de les campanes de les esglésies, per això es veuen obligats a viure lluny de la civilització, a les muntanyes o als boscos més remots. Quan van cap als assentaments humans, el seu objectiu és silenciar el toc de les campanes llançant grans pedres a les esglésies.
No obstant això, els gegants són vistos com una raça del passat, el llegat dels quals es pot veure al paisatge. Saxo Grammaticus atribuí l'aixecament de dòlmens als gegants, i un gran monòlit aparentment llançat a terra (una reminiscència de l'Edat de Gel) rebia el nom d'"un llançament dels gegants". Aquesta idea ha sobreviscut en el folklore, i ha sigut demostrada per una història del folklore suec, segons la qual un gegant, en temps antics, aixecà dos trossos de terra i amb això formà els llacs Vänern i Vättern, i els llançà a la Mar Bàltica, i allà esdevingueren les illes de Gotland i Öland.

## Llista dels gegants de la mitologia escandinava
Categoria principal: Jötun
- Aegir
- Angrboda
- Baugi
- Bergelmir
- Bestla
- Eggthér
- Loki
- Skadi
- Vafþrúðnir
- Imi